# Epsilon Leporis
Epsilon Leporis (ε Lep) – gwiazda w gwiazdozbiorze Zająca, znajdująca się w odległości około 213 lat świetlnych od Słońca.

## Charakterystyka
Jest to olbrzym należący do typu widmowego K5. Emituje 445 razy więcej promieniowania niż Słońce, ma temperaturę 4100 K niższą niż temperatura fotosfery Słońca. Jego średnica została zmierzona za pomocą interferometrii i okazała się równa 41,5 średnicy Słońca; rozmiar ten zgadza się z przewidywaniami teoretycznymi. Masa tej gwiazdy jest około 2,5 raza większa niż masa Słońca. Nie jest pewne, na jakim etapie ewolucji jest ta gwiazda, może zaczynać lub kończyć etap syntezy helu w węgiel i tlen. W tym drugim przypadku gwiazda ma około 755 milionów lat, a 170 milionów lat temu opuściła ciąg główny.